# Сова вохристоброва
Сова вохристоброва (Pulsatrix koeniswaldiana) — вид птахів родини совових (Strigidae). Поширений у Південній Америці.

## Поширення
Ареал поширення вохристобрової сови простягається на південному сході Бразилії, сході Парагваю та крайньому північному сході Аргентини. Ймовірно, це осілий птах і мешкає в тропічних і субтропічних лісах зі старими деревами. Вони часто перемежовуються хвойними деревами, такими як Araucaria angustifolia. Зустрічається на висоті до 1500 метрів над рівнем моря.

## Спосіб життя
Вохристоброва сова — вид нічних сов. Зазвичай трапляється поодинці на деревах. Раціон складається з дрібних ссавців і птахів. Але сова також нападає на інших дрібних хребетних і більших комах. Як місця гніздування використовує дупла дерев. Кладка складається з двох білих яєць, які висиджує самиця. Самець в цей час забезпечує самицю їжею. Молоді птахи вилітають приблизно через п'ять-шість тижнів. Кілька місяців за ними доглядають птахи-батьки.